# Mali Hejivci
Mali Hejivci, česky také Malé Gejovce, ukrajinsky Малі Геївці, maďarsky Kisgejőc, jsou částí obce Velyki Hejivci, v surtské venkovské komunitě, v okrese Užhorod, v Zakarpatské oblasti Ukrajiny. V roce 2025 zde žilo 760 obyvatel.

## Místní části
- Chutory / Хутори

## Historie
Ves byla původně součástí Uherska. Po uzavření Trianonské smlouvy obec připadla Československu, kde byly vedena pod názvem Malé Gejovce. Za první československé republiky byl příslušný obecní notariát, četnická stanice a poštovní úřad ve Velkých Gejovcích.  V letech 1938 až 1944 byla ves (kvůli první vídeňské arbitráži) součástí Maďarského království. V roce 1945 byla připojena k Ukrajinské SSR, která byla součástí Sovětského svazu; nakonec od roku 1991 je součástí samostatné Ukrajiny.